# 133537 Mariomotta
133537 Mariomotta este un asteroid din centura principală de asteroizi.

## Descriere
133537 Mariomotta este un asteroid din centura principală de asteroizi. A fost descoperit pe 7 octombrie 2003 la Observatorul Schiaparelli de Luca Buzzi. Asteroidul prezintă o orbită caracterizată de o semiaxă mare de 2,36 ua, o excentricitate de 0,09 și o înclinație de 25,8° în raport cu ecliptica.